# مويجه خاك (مقاطعة اشتهارد)
مويجه خاك (بالإنجليزية: Mazraeh-ye Muijeh Khak)‏ هي مستوطنة تقع في قسم بلنغ آباد الريفي (مقاطعة اشتهارد) في إيران.